# Ранджелович, Кристиан
Кристиан Ранжелович (серб. Кристиан Ранђеловић; род. 1973; Белград, Сербия) — ЛГБТ и интерсекс-активист в Балканском регионе. Особенно сосредоточен на вопросах защиты прав трансгендерных и интерсекс-людей. Ранжелович создал первую группу поддержки трансгендерных людей на Балканах. Он является одним из соучредителей находящейся в Белграде организации «XY Spectrum», занимающейся вопросами защиты прав интерсекс-, транс- и небинарных людей. Сам Ранжелович трансгендер и интерсекс.

## Карьера
Ранжелович работает инструктором по психодраме, и монтажёром. До того, как он стал заниматься правозащитной деятельностью, он принял участие в первом телевизионном шоу в Сербии в 1990-х годах, что повысило его известность в регионе.
В 2006 году Ранжелович работал с Gayten-LGBT в Белграде. В течение этого периода он работал с в команде с другими активистами над разработкой программ для трансгендерных лиц, включая создание первой группы поддержки трансгендерных людей на Балканах. В 2015 году Ранжелович все еще был координатором этой группы. За время своей карьеры Ранжелович также участвовал в создании первого в Балканском регионе сайта для трансгендерных людей, под названием «Trans Serbia».
С 2010 по 2012 год Кристиан был членом правления «ILGA Europe». Он занимал ту же должность в организации «Transgender Europe» в период 2010–2016 годов и в «OII Europe» в 2015–2017 годах.